# Reichenbachia congener
Reichenbachia congener är en skalbaggsart som först beskrevs av Brendel 1865.  Reichenbachia congener ingår i släktet Reichenbachia och familjen kortvingar. Inga underarter finns listade i Catalogue of Life.